# Чибириса
Чибириса́ (порт. Tibiriçá), имя при крещении: Мартин Афонсу (порт. Martim Afonso; дата и место рождения неизвестны — 1562 г., Сан-Паулу-дус-Кампус-де-Пиратининга) — вождь тупи, одного из коренных индейских племён Бразилии, обратившийся в христианство под покровительством Жозе ди Аншиеты и ставший союзником португальцев с первых дней колонизации. Его имя упоминается в письмах Святому Игнатию Лойоле и королю Португалии Жуану III. Участвовал в основании Сан-Паулу. Дочь Чибирисы Бартира (при крещении: Изабел Диаш) вышла замуж за португальского дворянина Жуана Рамальу, и их потомки сыграли значительную роль в дальнейшей колонизации Бразилии.

## Этимология имени
Писатель Эдуарду Буэну, ссылаясь на Теодору Сампайу, говорит, что Tibiriçá означает «страж земли» на языке тупи, что также соответствует выражению «страж гор». Писатель и исследователь Кловис Кьярадия утверждает, что Tibiriçá происходит от выражения тупи Tibi-r-eçá (tibi — «ваша земля» + eçá — «глаз», «видеть» или «смотреть»), что означает «страж земли», тем самым соглашаясь с Эдуарду Буэну и Теодору Сампайу. Тупинолог Эдуарду ди Алмейда Наварру утверждает, что Tibiriçá и Tebireçá происходят от слова тупи tebiresá, что означает «глаз ягодиц» (tebira — «ягодица» + esá — «глаз»).

## Биография
Чибириса был обращён и крещён иезуитами Жозе ди Аншиетой и Леонарду Нунешем (имя при крещении: Мартин Афонсу, в честь основателя Сан-Висенте Мартина Афонсу де Соуза). Он был вождём (Morubixaba на старом тупи) части коренного народа, проживающего на плато Пиратининга в деревне Инхампуамбуку. Чибириса был братом Пикероби и Кайуби, вождей, которые прославились во время португальской колонизации Бразилии: первый как враг португальцев; а второй как защитник иезуитов.
Чибириса был женат на Потире, от которой у него были дети Этало (Ítalo), Ара (Ará), Пириха (Pirijá), Арата (Aratá), Торуи (Toruí), Бартира (Bartira) и Мария да Граса (Maria da Graça).
В 1554 году он помогал Мануэлу да Нобреге и ди Аншиете в работе по основанию Сан-Паулу и обосновался со своим племенем на том месте, где сейчас находится монастырь Сан-Бенту. По этой причине нынешняя улица Сан-Бенту первоначально называлась Мартин Афонсу (имя, которым крестили касика). Благодаря его влиянию иезуиты смогли сгруппировать первые хижины неофитов вблизи христианской миссии. В нападении, известном как Осада Пиратининги, 9 июля 1562 года Чибириса храбро отразил атаку на деревню Сан-Паулу-дус-Кампус-де-Пиратининга, совершённую индейцами гуарульюс, гуаянас и карихос под предводительством его племянника Жагваранью (сына Пикероби). Во время боя Чибириса убил своего брата Пикероби и племянника Жагваранью.
Чибириса умер 25 декабря 1562 года, как свидетельствует Жозе де Аншиета в своём письме, отправленном отцу Диего Лайнесу, из-за чумы, опустошившей деревню. Его останки находятся в склепе собора Сан-Паулу.
В его честь названа государственная автомагистраль SP-31, соединяющая Рибейран-Пирис с Сузану; помимо этого, его именем названы две улицы в Сан-Паулу: одна в Луше, другая в Бруклин-Паулиста.

## Потомки
Чибириса оставил многочисленное потомство через браки своих детей с португальскими поселенцами. Его потомки происходят из основных семей колониальной элиты Сан-Паулу. Амадор Буэну является прямым потомком Чибирисы. В 1580 году Сюзана Диаш, внучка Чибирисы, основала ферму на берегу реки Тиете, к западу от города Сан-Паулу, недалеко от водопада, который коренные жители называют «Парнаиба»: сегодня это город Сантана-ди-Парнаиба. Королева Швеции Сильвия — одна из многочисленных потомков Сюзаны Диаш.
Родословная Чибирисы описана в Genealogia Paulistana Луиша Гонзага да Силва Леме.